# João José Cochofel
João José de Melo Cochofel Aires de Campos (Coimbra, 17 de julho de 1919 – Lisboa, 14 de março de 1982), foi um poeta, ensaísta e crítico literário e musical português.

## Biografia
João José Cochofel licenciou-se em Ciências Histórico-Filosóficas na Faculdade de Letras da Universidade de Coimbra.
Fez parte do movimento neorrealista português tendo sido um dos organizadores do Novo Cancioneiro, ajudando a fundar e colaborando ativamente nas revistas, ligadas àquele movimento, Altitude (1939) e Vértice (1942), ou, mais tarde, na direção da Gazeta Musical e de Todas as Artes.
Também se encontra colaboração da sua autoria no semanário Mundo Literário  (1946-1948).
A 10 de junho de 1990, foi agraciado, a título póstumo, com o grau de Grande-Oficial da Ordem do Infante D. Henrique.

## O grupo de Coimbra
Para se compreender o contexto cultural, o contributo de João José Cochofel para a geração que, em Coimbra, sucedeu ao grupo da Presença (1927-1940), é fundamental conhecer a sua participação nas publicações que, à época, serviam de suporte às polémicas, eram o espaço de crítica literária, sem esquecer, naturalmente, as tertúlias, inclusive pelas iniciativas que então surgiram, até porque foi o anfitrião de uma das mais relevantes, pelo menos entre os jovens intelectuais e artistas, fossem estes de letras, das artes plásticas ou amantes da música, que se realizava no seu palacete, à Rua do Loureiro, onde hoje é a Casa da Escrita.
Para enquadrar Cochofel e outros da sua geração, tenhamos em consideração os apontamentos do Prof. Arquimedes da Silva Santos:
Ainda em 1937, inicia-se no Porto a publicação do quinzenário Sol Nascente. Inicialmente marcado pela referência à obra gigantesca de Abel Salazar, teoricamente marcada pelo positivismo lógico, Sol Nascente transforma-se a breve prazo numa publicação central do aparelho ideológico neorrealista. É nas suas páginas que se desenrola a famosa polémica de António Sérgio com Jofre Amaral Nogueira, ou seja, do idealismo crítico com o marxismo. Mário Dionísio, Joaquim Namorado, Manuel da Fonseca, João José Cochofel, Álvaro Feijó, Políbio Gomes dos Santos publicam em Sol Nascente. As premissas ideológicas do neorrealismo, que ainda não fora batizado, estavam definidas.
Em 1938, Fernando Namora dá à estampa o livro Relevos e o romance As Sete Partidas do Mundo e, em 1939, ano da publicação de Gaibéus de Alves Redol, é lançada a revista Altitude, juntamente com João José Cochofel e Coriolano Ferreira, co-diretores.
Em 1940 são extintos o Sol Nascente e O Diabo. As consequências políticas do profundo trabalho de reconstrução cultural que nelas se exprimia, eram inaceitáveis pelo regime. Na cena artística coimbrã, cuja relevância nacional era decisiva, Fernando Namora ocupava um lugar central. Num curioso documento, muito provavelmente o texto de uma conferência pronunciada no estrangeiro, não assinado mas possivelmente da autoria de Fernando Namora, depois de se afirmar que: «A minha geração nasceu em Coimbra», pode ler-se: «O grupo presencista (...), degenerado numa análise psicológica por assim dizer voluptuosa, caindo numa espécie de culto por certas zonas irracionais, patológicas ou instintivas do humano, já não podia corresponder de modo nenhum às inquietações do presente. Os problemas sociais, do homem integrado na colectividade, o problema do homem em competição com a sociedade capitalista, atingiam uma agudeza progressiva. Vivíamos os anos febris que precederam a guerra. – O homem da rua, o homem sem aqueles abismos psicológicos que saturavam a literatura da época, já não aceitava o fatalismo das desventuras e injustiças sociais. Começava a tomar consciência dos seus direitos e da sua força para os fazer cumprir. A literatura não podia desconhecê-lo por mais tempo. E foi assim que surgiu um novo realismo». E prossegue: «O nosso grupo de Coimbra, embora homogeneizado por uma estreita camaradagem, a que se juntaram alguns jovens que, do Porto e de Lisboa, eram atraídos por uma necessidade combativa de construir uma frente unida – o nosso grupo, dizia eu, não lograra desde logo uma expressão desenraízada das influências das gerações anteriores. Os primeiros livros desse grupo, de João José Cochofel e um outro meu, acusavam ainda acentuadas ressonâncias presencistas, embora revelassem já uma tendência, mais espontânea do que deliberada, de encarar objectivamente a realidade. A viragem corporizou-se sobretudo a partir de uma colecção de obras poéticas, a que se demos o título de Novo Cancioneiro. Ao autor deste texto não pareceu irrelevante, contudo, uma precisão: «o Novo Cancioneiro, que me orgulho de ter partido da minha iniciativa...». Não sabemos do autor, o texto não está assinado. Mas este elemento conjuga-se com a informação colhida numa carta de Fernando Namora, ainda inédita:
«o Novo Cancioneiro, em grande medida, nasceu do espírito sempre rejuvenescido e, portanto, renovador, de Afonso Duarte. Ainda receoso ou hesitante, expus-lhe a ideia, e foi tal o ânimo que ele nos deu, tal o fervor que nos contagiou, que sem demora concretizámos o projecto».
Note-se, em primeiro lugar, a referência ao velho poeta Afonso Duarte. Desde há muito que, na cena cultural coimbrã, Afonso Duarte era uma figura, digamos, tutelar. Carregava um complexo passado de independente proximidade com o panteísmo e o movimento da Renascença Portuguesa. Mas, nesse passado submetido à decisiva eficácia da história cultural e política, transporta a possibilidade de um outro futuro. Sob a chancela da Presença publica a revisão geral da sua obra poética, Os Sete Poemas Líricos (1929); na revista colabora com poemas e, ainda pela maior parte desvalorizados senão desconhecidos, alguns importantes textos de índole ensaística; mas é na coleção Sob o signo do Galo, da iniciativa de Cochofel, Carlos de Oliveira e Joaquim Namorado que publica uma das suas obras máximas, Post-scriptum de um combatente.
Mas a carta de Fernando Namora justifica ainda que se sublinhe a oscilação entre o ‘eu’ e o ‘nós’; «expus-lhe a ideia», «o ânimo que ele nos deu». É claro: o Novo Cancioneiro é a expressão estética de uma movimentação ideológica que excede muito o círculo da intelectualidade coimbrã.

## Espólio literário
O seu espólio encontra-se no Arquivo de Cultura Portuguesa Contemporânea da Biblioteca Nacional de Portugal.

## Obras
- Búzio. Coimbra: Oficinas Atlântida, 1939.
- Obra poética. Lisboa: Editorial Caminho, 1988. Coleção Obras Completas de João José Cochofel n.º 1. ISBN 972-21-0314-8
- Opiniões com data. Lisboa: Editorial Caminho, 1990. Coleção Obras Completas de João José Cochofel n.º 2. ISBN 9789722105095
- Iniciação estética seguida de críticas e crónicas. Lisboa: Editorial Caminho, 1992. Coleção Obras Completas de João José Cochofel n.º 3. ISBN 9789722107143
- Dirigiu o Grande Dicionário da Literatura Portuguesa e da Teoria Literária, obra cuja publicação ficou incompleta.[12]

## Citação
Sol que acordou em mim
o grão do meu instinto!
Ergo-me
Só pelo que sinto.
Basta-me o hálito a terra
da tua nudez florida.
Sonhos..? – Quem se evade da vida,
Se é vivida?
in Sol de Agosto, VII, Novo Cancioneiro, vol.3, 1941

## Comentário
João José Cochofel salienta-se não pela sua extensão ou mesmo profundidade (que para os mais intelectuais seria provavelmente desejável), mas pela sua capacidade de esclarecer sucintamente e com clareza, o problema filosófico que consiste em avaliar a experiência estética e seu contributo para o conhecimento humano, na sua obra Iniciação Estética.